# Vincenza Calì
Vincenza Calì (Palermo, 15 ottobre 1983) è una velocista italiana, che fa parte del Gruppo Sportivo Fiamme Azzurre.
Ha vinto 6 titoli italiani assoluti (3 doppiette): due volte l'accoppiata 100–200 m (Firenze 2004 e Bressanone 2005) e una volta quella 60–200 m (indoor di Genova e outdoor di Cagliari nel 2008).
In ambito internazionale ha vinto due medaglie di bronzo agli Europei under 23 e un argento e un bronzo ai Giochi del Mediterraneo.
Detiene 7 record nazionali di cui: 1 seniores (staffetta 4 x 100 m) e 6 a livello giovanile (3 juniores su 60, 150 e 200 m e altrettanti allieve su 150 e 200 m).

## Biografia

### Gli inizi
Dopo essersi avvicinata al mondo dello sport con il basket, nel 1996 quando aveva 13 anni ha scoperto l'atletica leggera e la velocità grazie al professor Paolo Pecora, partecipando ai Giochi della Gioventù dove gareggiò sugli 80 metri piani. Entrata nella società giovanile dell'Europa Capaci, si è saputa distinguere in numerose competizioni nazionali e internazionali.
Allo Stadio delle Palme della sua Palermo dimostra immediatamente il suo talento: fin dalle categorie giovanili, con i colori della Europa Capaci, colleziona primati italiani e partecipa da protagonista a numerose competizioni internazionali. È stata allenata anche da Filippo Di Mulo.

### 2003-2005: Interventi chirurgici, incidente in moto, arruolamento col Gruppo Sportivo Fiamme Azzurre e doppietta 100-200 m agli assoluti per due anni fila
Neppure un delicato intervento chirurgico subito nel 2003 all'età di 20 anni per rimuovere un'ernia del disco riesce a fermare la sua ascesa: dopo una faticosa riabilitazione Vincenza torna in pista più forte di prima qualificandosi per i Giochi di Pechino dove riesce a ben figurare.
Ad inizio 2004 ha avuto un incidente con la moto che l'ha bloccata per diversi mesi; in precedenza, ha patito un problema ad un disco della colonna vertebrale (poi appunto è stata operata per l'ernia del disco) che le ha provocato problemi proprio alla schiena e di tendinite.
Nel marzo 2004 entra a far parte del Gruppo Sportivo Fiamme Azzurre, ottenendo immediatamente ottimi risultati, e mancando di poco la partecipazione ai Giochi olimpici di Atene.
Nel biennio 2004-2005 ha fatto per due volte consecutive l'accoppiata di titoli su 100 e 200 m ai campionati italiani assoluti, prima a Firenze e poi a Bressanone.
Nel 2005 ha conquistato due medaglie di bronzo, su 200 e 4 x 100 m, agli Europei under 23 tenutisi ad Erfurt in Germania.

### Problemi fisici
Dopo i Mondiali juniores di Santiago del Cile nel 2000 e al termine del 2005, è stata affetta da una microfrattura al piede e da forti dolori alla schiena, che l'hanno costretta a saltare gli Europei juniores di Grosseto nel 2001. Sottopostasi poi ad un intervento chirurgico, la Calì è stata soggetta ad un lungo recupero fisico, conclusosi solamente alla fine del 2007.
Dopo uno stop dovuto a problemi fisici, dal settembre del 2006 si è trasferita a Roma per allenarsi nell'impianto sociale di Casal del Marmo dove conosce Giorgio Frinolli, già ostacolista olimpico sul giro di pista ad Atlanta 1996 e Sydney 2000 e tecnico nazionale.

### 2008: titolo italiano assoluto sui 60 m indoor, record nazionale con la staffetta 4x100 m in Coppa Europa ed Olimpiadi di Pechino
Nel 2008 ai campionati italiani assoluti indoor di Genova ha vinto il titolo sui 60 m correndo il suo personale in 7"34.
Nel 2008 è stata bronzo in Coppa Europa ad Annecy in Francia con la staffetta 4 x 100 m dove ha stabilito il 21 giugno 2008 con Anita Pistone, Giulia Arcioni ed Audrey Alloh il record nazionale della staffetta 4 x 100 m correndo in 43"04.
Agli assoluti di Cagliari, sempre nel 2008, ha vinto la medaglia d'oro sui 200 m.
Ai Giochi olimpici di Pechino 2008 è riuscita a qualificarsi ai quarti di finale sui 200 m, dove però esce senza riuscire ad accedere alle semifinali.
Il 7 settembre 2008, gareggiando sui 200 m a Rieti per il IAAF World Athletics Tour 2008 ha stabilito il primato personale di 22"98.

### 2009: argento sui 60 m agli assoluti indoor, due medaglie ai Giochi del Mediterraneo, Coppa Europa e argento sui 200 m agli assoluti
Nel 2009 è arrivata settima agli assoluti indoor di Torino nella finale dei 60 m; sempre nel 2009 ha gareggiato ai Giochi del Mediterraneo in Italia a Pescara, vincendo il bronzo sui 200 m e l'argento con la 4 x 100 m; ancora nel 2009 ai Campionati europei a squadre in Portogallo a Leiria è finita quarta sui 200 m ed ha vinto l'oro con la staffetta 4 x 100 m. Ancora nel 2009, ha conquistato l'argento a Milano sui 200 m agli assoluti outdoor.

### 2014: il ritorno alle gare dopo un lungo stop
Il 14 giugno del 2014 in Sicilia ad Enna in occasione del Campionato di società assoluto su pista (seconda prova regionale) è ritornata a disputare una gara su pista, secondo posto sui 400 m, dopo quasi 5 anni dall'ultima (2 agosto 2009 all'Arena Civica "Gianni Brera" di Milano quando corse la finale dei 200 m agli assoluti).

## Curiosità
- Dal 2000 ad oggi, è l'unica atleta ad aver vinto almeno due volte (oltretutto consecutive, nel 2004 e nel 2005) l'accoppiata di titoli assoluti su 100 e 200 m ai campionati italiani assoluti.
- Ha saltato gran parte di diverse stagioni sportive, per differenti motivazioni: gravi infortuni oppure seri problemi fisici (2002, 2003, 2004, 2005, 2010 e fine 2012-inizio 2013), gravidanza (2011) o maternità (inizi 2012).

## Record nazionali

### Seniores
- Staffetta 4x100 metri: 43"04 ( Annecy, 21 giugno 2008)
(Anita Pistone, Vincenza Calì, Giulia Arcioni, Audrey Alloh)[14]

### Juniores
- 60 metri piani indoor: 7"35 ( Modena, 19 gennaio 2002)[15] - record detenuto fino al 12 gennaio 2025
- 150 metri piani: 17"40 ( Palermo, 10 luglio 1999) (cronometraggio manuale)[14]
- 200 metri piani: 23"25 ( Kingston, 19 luglio 2002)[14] - record detenuto fino al 15 settembre 2020

### Allieve
- 150 metri piani: 17"40 ( Palermo, 10 luglio 1999) (cronometraggio manuale)[14]
- 200 metri piani: 23"83 ( Grosseto, 7 ottobre 2000)[14]
- 200 metri piani: 23"50 ( Palermo, 29 aprile 2000) (cronometraggio manuale)[14]

## Progressione

### 60 metri piani indoor
| Stagione | Tempo | Luogo  | Data      | Rank. Mond. |
| -------- | ----- | ------ | --------- | ----------- |
| 2009     | 7"36  | Praga  | 26-2-2009 |             |
| 2008     | 7"34  | Genova | 24-2-2008 |             |
| 2003     | 7"45  | Modena | 15-2-2003 |             |
| 2002     | 7"35  | Modena | 19-1-2002 |             |

### 100 metri piani
| Stagione | Tempo | Luogo    | Data      | Rank. Mond. |
| -------- | ----- | -------- | --------- | ----------- |
| 2009     | 11"98 | Torino   | 4-6-2009  |             |
| 2008     | 11"35 | Milano   | 2-7-2008  |             |
| 2007     | 11"72 | Rieti    | 23-6-2007 |             |
| 2005     | 11"45 | Roma     | 8-7-2005  |             |
| 2004     | 11"37 | Rieti    | 11-6-2004 |             |
| 2003     | 11"70 | Trento   | 31-5-2003 |             |
| 2002     | 11"52 | Padova   | 1-9-2002  |             |
| 2001     | 11"85 | Siracusa | 15-9-2001 |             |

### 200 metri piani
| Stagione | Tempo | Luogo      | Data      | Rank. Mond. |
| -------- | ----- | ---------- | --------- | ----------- |
| 2009     | 23"47 | Pescara    | 24-5-2009 |             |
| 2008     | 22"98 | Rieti      | 7-9-2008  |             |
| 2007     | 23"67 | Palermo    | 22-9-2007 |             |
| 2005     | 23"22 | Bressanone | 26-6-2005 |             |
| 2004     | 23"53 | Pescara    | 27-6-2004 |             |
| 2003     | 23"53 | Milano     | 28-6-2003 |             |
| 2002     | 23"25 | Kingston   | 25-7-2002 |             |

## Palmarès
| Anno | Manifestazione          | Sede      | Evento      | Risultato        | Tempo | Note   |
| ---- | ----------------------- | --------- | ----------- | ---------------- | ----- | ------ |
| 2000 | Mondiali juniores       | Santiago  | 4×100 m     | 4ª               | 44"89 | [ 16 ] |
| 2002 | Mondiali juniores       | Kingston  | 200 m piani | 4ª               | 23"25 | [ 17 ] |
| 2002 | Europei                 | Monaco    | 4×100 m     | 6ª               | 43"46 | [ 18 ] |
| 2003 | Europei under 23        | Bydgoszcz | 200 m piani | 4ª               | 23"55 | [ 19 ] |
| 2003 | Europei under 23        | Bydgoszcz | 4×100 m     | 5ª               | 44"82 | [ 19 ] |
| 2005 | Europei under 23        | Erfurt    | 200 m piani | Bronzo           | 23"31 | [ 20 ] |
| 2005 | Europei under 23        | Erfurt    | 4×100 m     | Bronzo           | 45"03 | [ 20 ] |
| 2005 | Mondiali                | Helsinki  | 4×100 m     | Batteria         | 44"03 | [ 21 ] |
| 2008 | Giochi olimpici         | Pechino   | 200 m piani | Quarti di finale | 23"56 | [ 10 ] |
| 2008 | Giochi olimpici         | Pechino   | 4×100 m     | Batteria         | dq    | [ 22 ] |
| 2009 | Giochi del Mediterraneo | Pescara   | 200 m piani | Bronzo           | 23"49 | [ 23 ] |
| 2009 | Giochi del Mediterraneo | Pescara   | 4×100 m     | Argento          | 43"86 | [ 24 ] |

## Campionati nazionali
- 1 volta campionessa assoluta indoor dei 60 m (2008)
- 3 volte campionessa assoluta sui 200 m (2004, 2005, 2008)
- 2 volte campionessa assoluta sui 100 m (2004, 2005)

2004
- Oro ai Campionati italiani assoluti, (Firenze), 100 m - 11"48[25]
- Oro ai Campionati italiani assoluti, (Firenze), 200 m - 23"60[26]

2005
- Oro ai Campionati italiani assoluti, (Bressanone), 100 m - 11"59[25]
- Oro ai campionati italiani assoluti, (Bressanone), 200 m - 23"22[26]

2008
- Oro ai Campionati italiani assoluti indoor, (Genova), 60 m - 7"34[27]
- Oro ai Campionati italiani assoluti, (Cagliari), 200 m - 23"10[28]

2009
- 7ª ai Campionati italiani assoluti indoor, (Torino), 60 m - 7"60[29]
- Argento ai Campionati italiani assoluti, (Milano), 200 m - 23"75[30]

## Altre competizioni internazionali
2005
- Bronzo in Coppa Europa, ( Firenze), 4×100 m - 43"83[31]

2008
- 6ª nella Coppa Europa indoor, ( Mosca), 60 m - 7"45[32]
- Bronzo in Coppa Europa, ( Annecy), 4×100 m - 43"04[33]

2009
- 4ª agli Europei a squadre, ( Leiria), 200 m - 23"62[34]
- Oro agli Europei a squadre, ( Leiria), 4×100 m - 44"09[35]